# Кохистани, Хаммаса
Хаммаса Кохистани (англ. Hammasa Kohistani, перс. حماسه کوهستانی‎, 19 декабря 1987, Ташкент, Узбекская ССР, СССР) — британская фотомодель, победительница конкурса «Мисс Англия» 2005 года. По происхождению — таджичка из Афганистана. Стала первой мусульманкой, выигравшей национальный конкурс красоты в Англии, что привело к значительному общественно-политическому резонансу.

## Биография
Хаммаса Кохистани родилась 19 декабря 1987 года в Ташкенте, в семье этнических таджиков. Её родители, Хушхаль и Лейла, проживали в Узбекской ССР, бежав из Афганистана. Впоследствии супруги вместе с дочерью вернулись на родину, в Кабул. Однако в 1996 году столица была взята радикальным движением Талибан. В возрасте 10 лет Хаммаса пережила обстрелы и бомбардировки города.
После установления власти исламских фундаменталистов семье вновь пришлось покинуть страну. Сначала Кохистани снова эмигрировали в Узбекистан, затем на Украину, позже в Дубай и, наконец, обосновались в Великобритании. Здесь отец девушки открыл заведение, торгующее едой на вынос, а мать стала работать переводчиком. Хаммаса мечтала о карьере фотомодели.

## Карьера фотомодели
В сентябре 2005 года в Ливерпуле проходил очередной конкурс красоты «Мисс Англия» (англ. Miss England), в котором принимали участие 40 девушек. По итогам двухдневного конкурса победительницей провозгласили Хаммасу Кохистани, и 3 сентября она была коронована на сцене театра Liverpool Olympia (англ. Liverpool Olympia). На вручении награды фотомодель была одета в бальное платье из шёлка и шифона цвета слоновой кости, которое сшила её мать. Как победительница национального конкурса Хаммаса получила право на участие в конкурсе «Мисс Мира».
Хаммаса Кохистани стала первой мусульманкой, удостоенной титула «Мисс Англия». Пресса отмечала, что вместе с Кохистани награда была вручена и ещё одной мусульманке, Sarah Mendley, выбранной Мисс Ноттингем. Дополнительный контраст этим событиям придавала серия террористических актов в Лондоне, проведённых исламскими фундаменталистами лишь двумя месяцами ранее, 7 июля 2005 года.
Приняла участие в конкурсе «Мисс Мира» 2005 года в Санья (КНР). Считалась одной из фавориток конкурса, однако прекратила участие на стадии полуфинала.

## Персональные сведения
Хаммаса Кохистани владеет шестью языками. Её родным языком является дари, также она говорит на фарси, русском и английском.